# Enseignement supérieur au Tchad
L'enseignement supérieur au Tchad est placé sous la tutelle du ministère tchadien de l'Enseignement Supérieur et de la Recherche Scientifique.

## Institutions Universitaires Publiques

### Université de Ndjamena
L'université de Ndjamena, créée en 1971 sous le nom d'« université du Tchad », a longtemps été le seul établissement d'enseignement supérieur du pays.
Cette université est la principale composante de l’enseignement supérieur tchadien. Laminée par les années de guerre civile, elle a connu un nouveau départ en 1994. L’université est administrée par un conseil, présidé par le Ministre de l’Enseignement Supérieur. Chaque faculté est placée sous l’autorité d’un doyen élu. Un rectorat regroupe la direction de l’université et ses services administratifs centraux.

### Autres Établissements d'Enseignement Supérieur Public à Ndjamena

#### ENAM - École nationale d'administration et de magistrature
- Liste des directeurs :
  - 1963-1974 : Bernard Lanne
  - 1984-1989 : Bichara Idriss Haggar

#### ISSED - Institut supérieur des sciences de l'éducation
L'ISSED est au Tchad, la plus importante institution actuelle dans son genre. L'Institut est créé par Ordonnance présidentielle en 1992, de la fusion de l'École Normale Supérieure (ENS) et de l'Institut National des Sciences de l'Éducation (INSE). Un décret présidentiel en fixe le statut, la structure et le fonctionnement. Implanté à N'Djaména, c'est un établissement public, administré par un conseil d'administration que préside le Ministre de l'Enseignement Supérieur, de la Recherche Scientifique et de la Formation Professionnelle.
Les missions dévolues à l'ISSED sont :
- Formation des cadres de l'enseignement élémentaire: Conseillers Pédagogiques Principaux à Orientation Pratique (CPPOP) et Inspecteurs de l'Enseignement Élémentaire (IEE) ;
- Formation des enseignants et cadres de l'enseignement secondaire général et technique: Professeurs des CEG et des Lycées, Conseillers Pédagogiques du Secondaire, Inspecteurs de l'Enseignement Secondaire ;
- Formation des formateurs de l'ISSED.

L'ISSED est dirigé par un Directeur Général, un Secrétaire Général et un Directeur des Études. Les formations sont assurées au sein de cinq départements :
- Département de la Formation des Cadres de l'Élémentaire ;
- Département de la Formation des Enseignants et Cadres du Secondaire Général ;
- Département de la Formation des Enseignants du Secondaire Technique et Professionnel ;
- Département de l'Arabe et du Bilinguisme ;
- Département des Stages et de la Formation Continue.

Les enseignants de l'ISSED relèvent du Ministère de l'Enseignement Supérieur, de la Recherche Scientifique et de la Formation Professionnelle et sont répartis dans des sections disciplinaires ou techniques.
L'ISSED est doté de services techniques divers parmi lesquels figurent un Atelier de Conception de matériel didactique non imprimé, une imprimerie scolaire, un service des NTIC.

#### ENASTIC - École Nationale Supérieure des Technologies de l'information et de la Communication
L’Ecole Nationale Supérieure des Technologies de l’Information et de la Communication (ENASTIC) est un établissement public d'enseignement, de recherche, d’innovation et de formations supérieures dans les domaines des communications électroniques.
Elle est créée par Ordonnance numéro 005/PR/2015 du 2 mars 2015 et est dotée de la personnalité juridique et de l'autonomie financière.
L'ENASTIC, administrée par un conseil d’administration, dirigée par un Directeur Général et placée sous la tutelle du Ministère des Postes et des Nouvelles Technologies de l’Information. Le Ministère de l’Enseignement Supérieur, de la Recherche et de l’Innovation assure l’organisation académique et pédagogique.
Le siège de l’ENASTIC est à N’Djamena.
L’école a pour missions essentielles :
1. 1-  d’assurer la formation initiale et continue dans les domaines des TIC ;
2. 2-  de promouvoir la recherche scientifique et technologique ainsi que la valorisation des résultats  et la diffusion de la culture et de l'information scientifique ;
3. 3-  d’entreprendre la recherche appliquée d’intérêt général en vue de promouvoir l’innovation pour  le développement socio-économique

L’ENASTIC compte quatre (4) départements structurés comme suit :
- Département des Affaires Académiques, de la Scolarité et des Examens ;
- Département des Enseignements et de la Recherche ;
- Département de la Formation Continue et du Perfectionnement ;
- Une Antenne régionale à Sarh.

### Établissements d'Enseignement Supérieur Public Décentralisés

#### UNABA - Université Adam Barka d'Abéché
L’université Adam Barka fonctionne depuis décembre 2003 à Abéché.
Cette université a été créée dans la troisième ville du pays, à 800 km à l’est de la capitale. Elle est divisée en trois facultés : 
- Faculté des sciences et techniques
- Faculté des lettres, arts et sciences humaines
- Faculté de droit et sciences économiques

- Liste des recteurs
  - 2003 - Ali Souleyman Dabye

#### UDM - Université de Moundou
L'Université de Moundou a été créée par l'ordonnance no 013/PR/2008 du 5 mars 2008. Cette même ordonnance a abrogé la loi n° 10/PR/02 du 2 septembre 2002 qui avait institué l'IUTEM - Institut Universitaire des Techniques d'Entreprise de Moundou.
L'Institut Universitaire des Techniques d’Entreprise de Moundou (IUTEM) créé le 2 septembre 2002, a fait place à l’Université de Moundou le 6 mars 2008. Moundou se trouve à 499 km de la capitale N’Djamena et compte plus de 300 000 habitants.
L'Université de Moundou comporte quatre facultés :
- La Faculté des sciences et des techniques d’entreprise (FAST) avec 4 départements fonctionnels (informatique, gestion, techniques commerciales et management) et 5 filières opérationnelles : la comptabilité Finance, les techniques commerciales, la gestion des petites et moyennes organisations, la gestion des ressources humaines et l’informatique appliquée à la gestion.
- La faculté de droit et des sciences sociales (FDSS) avec 2 filières (droit et économie monétaire et bancaire)
- La faculté des lettres, art et sciences humaines (FLASH) a ouvert ces portes pour l'année académique 2010 - 2011 avec une première année de Licence de géographie. Cette année, la filière philosophie est aussi créée.
- La faculté des sciences exactes et appliquées comme la FLASH est ouverte la même année avec une L1 de chimie. Cette année, une filière Informatique et Télécom est aussi lancée.

Il faut noter aussi qu'à l'université de Moundou, il est ouvert quatre Master 1 : CF, TC, GRH et EMB avec la collaboration de l'Université de Ngaoundéré au Cameroun et quelques enseignants de l'Université de N'Djaména.

#### USTA - Université des sciences et de technologie d'Ati
L'université des sciences et de technologie d'Ati a été créée par l'ordonnance no 014/PR/2008 du 5 mars 2008. La ville d’Ati, située à 450 km au nord-est de N’Djamena, est le chef-lieu de la région du Batha. L’université est située à 2 km à l’est de la ville.
L’Université comprend plusieurs facultés :
- la faculté des sciences agro-pastorales et agro-alimentaires ;
- la faculté de technologie ;
- la faculté des sciences de la terre, de la vie et de l’aménagement du territoire (première rentrée académique le 15 octobre 2009).

#### ESSEAB - École supérieure des sciences exactes et appliquées de Bongor
L'École supérieure des sciences exactes et appliquées de Bongor (ESSEAB) a été créée par la loi no 15/PR/2003 du 28 juillet 2003 :
- formation des enseignants
- début de fonctionnement dans des locaux provisoires (Institut National des Sciences Humaines à N’Djamena)

- Liste des directeurs généraux
  - 2003 - Ayambi Goutima

#### Université de Sarh et Institut universitaire des sciences agronomiques et de l'environnement deSarh
L'Institut universitaire des sciences agronomiques et de l'environnement de Sarh (IUSAES) a été créé par l'ordonnance no 008/PR/97 du 3 avril 1997. L'IUSAES est désormais intégré dans l'université de Sarh, elle-même créée en 2010 et dont le recteur est le professeur Mbailao Mbaiguinam.
Localisation de l'IUSAE et de l'université de Sarh : Campus de Doyaba (à 10 km de Sarh)
- Liste des directeurs généraux : 
  - Gongnet Pafou
  - Noumye Madana
  - 2003 : Nguémadjingaye Hougoto

Autre institut : l'Institut des sciences du management et d'économie appliquée (ISMEA) est un établissement d'enseignement supérieur, professionnel et universitaire, créé avec l'appui de la commune urbaine de Sarh et d'ONG.

#### Université dePala
Créée en 2014, l'Université de Pala est fonctionnelle avec deux (2) facultés :
La faculté des sciences techniques et technologiques et
La faculté des lettres et sciences humaines.
À l'Université de Pala, les cours sont dispensés dans les salles de classe du lycée Joseph Brahim Seid. Le site de l’université qui se trouve à Erdé (cinq kilomètres de la ville de Pala) à la sortie ouest vers les villes de Lagon et Léré) est en construction. Une grande université bâtie sur un terrain de dix lots.
L’université de Pala est actuellement implantée dans des locaux d’emprunt notamment au lycée Joseph Brahim Seid et les bureaux de l’ANADER.
Dr Keda Gagna fut le tout premier recteur de cette université.
Dr Passiring Kedeu est actuellement le président de l'Université de Pala depuis l'organisation et les reformes des établissements publics de l'enseignement supérieur au Tchad.

#### IUPM - Institut Universitaire Polytechnique de Mongo puis UPM - Université Polytechnique de Mongo
L’Institut Universitaire Polytechnique de Mongo, créé par la loi n° 011 / PR / 2002 du 2 septembre 2002, puis érigé en Université Polytechnique de Mongo (UPM) par la loi 007/PR/2015 du 15 juillet 2015 est un établissement d’enseignement public de formation technique et de recherche professionnelle à caractère scientifique. Cette institution est placée sous la tutelle du ministère de l’enseignement supérieur. Elle est administrée par un conseil d’administration et dirigée par un président, un vice-président, Un secrétaire général et un directeur des Affaires Académiques, un directeur de la Scolarité, un directeur de Système des Informations et Communication.
L’Université Polytechnique de Mongo comprend en son sein trois (03) facultés à savoir : 
Faculté des sciences et techniques de l’ingénieur : 
- Génie Industriel et Maintenance ;
- Génie Mécanique ;
- Génie Civil.

Faculté des mines et géologie : 
- Génie Géologique

Faculté des sciences fondamentales : 
- Mathématiques- Physique
- Mathématiques-informatique

- Liste des directeurs généraux :
  - 2003-2017 : Dr MBainaibeye Djérome
  - 2017-2019 : Dr Mahamat Kodi
- Liste des présidents :
  - 2019 : Pr Abakar Mahamat Tahir

#### INSTA - Institut National des sciences et techniques d'Abéché
L'Institut National Supérieure des sciences et Techniques d'Abéché (INSTA), ex Institut Universitaire des Sciences et Techniques d'Abéché (IUSTA) créé par l'ordonnance numéro 007/PR/97 du 3 avril 1997, est un établissement public d'enseignement supérieur et de formation professionnelle à caractère scientifique, doté de la personnalité juridique et de l'autonomie financière.
L’Institut a pour missions essentielles :
- la formation initiale et continue ;
- la formation à la recherche ;
- la recherche scientifique et technologique ainsi que la valorisation des résultats et
- la diffusion de la culture et de l'information scientifique.

L'INSTA, administré par un conseil d’administration et dirigé par un directeur général placé, est sous l'autorité à charge du Ministère de l'Enseignement supérieur. Son siège est à Abéché, chef-lieu de la Préfecture du Ouaddaï.
L'INSTA compte sept départements :
- Département de Génie électrique (GE)
- Département de Génie énergétique (GEn)
- Département de Génie mécanique (GM)
- Département de Génie Informatique (GI)
- Département de Télécommunication et Multimédia (TM)
- Département des Sciences et Techniques de l’Élevage (STE)
- Département des Sciences Biomédicales et Pharmaceutiques (SBM/P)
- Département des sciences fondamentales. non encore opérationnel.

Deux sections arabophones viennent également d’être créées[Quand ?] : la section sciences biomédicales et la section sciences et techniques de l’élevage.

#### IUPM - Institut supérieur universitaire du pétrole deMao
L’Institut supérieur universitaire du pétrole de Mao est créé en 2005. Il a formé près de 500 diplômés tchadiens dont 50% travaillent dans le secteur pétrolier au Tchad. Placé sous la tutelle du ministère de l’enseignement supérieur, l’institut aura bientôt le double avantage d’avoir également la tutelle du ministère du pétrole et de l’énergie.

#### ISAMB - Institut supérieur des arts et métiers deBiltine
L'ISAMB est administré par un conseil d’administration et dirigé par un directeur général. Il est sous l'autorité du Ministère de l'Enseignement supérieur. Son siège est à Biltine, chef-lieu de la préfecture du Biltine dans la région de Wadi Fira.
L'ISAMB compte trois départements :
- Département d'architecture
- Département de génie urbain
- Département de génie civil

### Établissements d'enseignement supérieur public en projet
Le Conseil des ministres du 18 novembre 2010 a examiné et adopté des projets de loi portant création de nouveaux établissements d'enseignement supérieur public, renommés le 7 mai 2015 :
- l'Université de Doba
- l'Institut national supérieur des sciences agronomiques et des technologies agroalimentaires de Laï
- l'Institut national supérieur du Sahara et du Sahel d'Iriba
- l'Institut national supérieur d'élevage de Moussoro

## Institutions Universitaires Privées

### Institut International d'Afrique Centrale (IIAC-SUP International)
L’IIAC-SUP est un Établissement Privé d’Enseignement Supérieur Agréé  du Groupe Universitaire et Professionnel IUBTG-IPFMIC-UIAC, par l’Arrêté d’Agrément et d’Autorisation de Fonctionnement IIAC : no 288/PR/PM/MESRS/SG/DGESRS/DESP/2015 du 9 avril 2015 et complété par l’Accord Préalable d’Autorisation d’Ouverture IIAC no 1754/PR/PM/MSP/SG/DGAS/2014 du 17 décembre 2014.
L’IIAC assure des programmes de formation autour de trois grands domaines :
- Domaine facultaire supérieur : des sciences de la santé
- Domaine facultaire supérieur : des sciences de l'ingénieur, des industries, des technologies et de l'innovation
- Domaine facultaire supérieure : de droit, d'économie, de gestion et du management de la protection sociale

Modalités de recrutement
L’IIAC Recrute tous les Étudiants Candidats Ressortissants des Pays d’Afrique Centrale CEEAC suivants : Tchad, Cameroun, Gabon, Centrafrique, Congo, Guinée équatoriale, Burundi, RD Congo, Angola, Sao-Tomé et Principe, Rwanda. Et les étudiants d’autres pays).

### Université Emi Koussi (UNEK)
L’université Emi Koussi est la toute première université privée au Tchad créée par arrêté no 347/PR/PM/MES/SG/DGESRSFP/11 du 25 novembre 2011. Offrant un enseignement pluridimensionnel initial et continu, elle comprend six facultés : 
- Faculté des sciences juridiques et politiques
- Faculté des sciences économiques et de gestion
- Faculté des lettres, langues, arts et Communication
- Faculté des sciences et techniques
- Faculté des sciences biologiques, santé humaine et animale
- Faculté des sciences humaines et sociales.

### École Supérieure des Sciences de Gestion Pierre Elliot Trudeau (ESSGET)
L’École Supérieure des Sciences de Gestion Pierre Elliot Trudeau (ESSGET) est un établissement privé d'enseignement supérieur créé par arrêté n° 0036/PR/MESRI/DGM/DGESRI/2020 rectificatif de l'arrêté n° 444/PR/PM/MESRS/SG/DGESRS/DESP/2014 à l'initiative Mme MAHADIE Outhman Issa. Cette école est placée sous la tutelle académique de l'Université de Yaoundé II. Elle dispose d'une clinique juridique, d'une plateforme de cours à distance (e-learning) et de quatre (4) départements.
- Département des sciences économiques et de gestion ;
- Département des sciences juridiques et politiques ;
- Département d'informatique et de technologie ;
- Département des langues.